# 용쟁호투
《용쟁호투》(龍爭虎鬪; Enter the Dragon)는 1973년, 홍콩과 미국에서 합작으로 만든 첩보 액션 스릴러 영화이다. 로버트 클라우즈(Robert Clouse)가 감독하였고, 마이클 앨린(Michael Allin)이 각본을 맡았다. 본격적으로 세계 시장을 겨냥하여 만든 이소룡 주연의 영화이다. 비공식 제목인 The Deadly Three, Operation Dragon으로도 알려져 있다.
대한민국에서는 동아흥행㈜에서 수입해서 1973년 12월 20일에 '크리스마스-신정 특선프로' 이름으로 국제극장과 아세아극장에서 개봉하였다. 당시 수입사 동아흥행㈜은 '이소룡'이라는 이름으로 알려져 있던 이름 대신에 원어인 '브루스 리'를 전면으로 내세워 광고에 사용했다.

## 줄거리
한 (Han)이 두목으로 있는 범죄 조직이 마약 밀매를 한다는 정보를 입수한 미국 정보부는 쿵후의 달인 리 (Lee)를 그 조직의 아지트로 파견한다. 그들의 아지트는 홍콩 외곽에 있는 작은 섬으로서 거대한 요새와 같이 되어 있었다. 이 요새는 쿵후 학교로 위장하고 3년마다 무술 대회를 개최하는데, 리는 이 대회에 참가하는 무술인으로 위장하여 요새 안으로 들어간다.

## 출연진
| 배우        | 등장인물 | 인물 설명                         |
| ----------- | -------- | --------------------------------- |
| 이소룡      | 리       | 비밀 첩보원                       |
| 석견        | 한       | 범죄 조직 두목 & 무술 대회 개최자 |
| 존 색슨     | 로퍼     | 무술 대회 참가자                  |
| 짐 켈리     | 윌리엄스 | 무술 대회 참가자                  |
| 아나 카프리 | 타니아   | 서양인 출신                       |
| 양사        | 볼로     | 무술 대회 참가자                  |
| 로버트 월   | 오하라   | 한의 부하                         |
| 종령령      | 메이 링  | 비밀 첩보원                       |

- 훙진바오 (洪金寶; 홍금보; 훙캄보), 청룽 (成龍; 성룡), 위엔뱌오 (元彪; 원표), 위엔쿠이 (元奎; 원규), 위엔화 (元華; 원화) 등이 단역, 또는 스턴트 배우로 출연하였다.

## 한국판 성우진 (MBC, 1985년 1월 1일)
- 배한성 - 리(이소룡)
- 양지운 - 로퍼(존 색슨)
- 한규희 - 윌리엄스(짐 켈리)
- 김현직 - 한(석견)
- 정희선 - 타니아(아나 카프리)
- 황일청 - 리의 아버지(학리인) / 오하라(로버트 월)
- 송도영 - 메이 링(종령령)
- 김태훈 - 브레이스웨이트(제프리 웍스)
- 이규연 - 파슨스(피터 아처)

## 제작
《당산대형》, 《정무문》, 《맹룡과강》을 통해 미국에서도 이소룡의 스타성이 발휘된 것을 확인한 워너 브라더스는 그의 상품 가치를 더욱 집중적으로 살리어 더 큰 규모로 쿵후 상업 영화를 기획하였다. 여기에 이소룡이 직접 설립한 영화사 콩코드 프로덕션(Concord Productions, Inc.)이 가담하면서 공동 제작을 하였다. 극중 배경은 홍콩이지만, 미국에서 주도적으로 제작한 만큼 극중 언어는 영어이다. 영화 제작이 다 끝나고 개봉을 앞둔 시점에서 이소룡은 갑작스런 죽음을 맞이했다.

## 특징

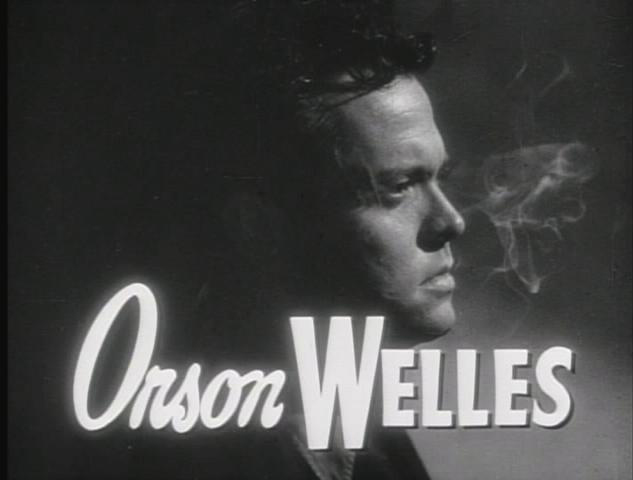
영화《상하이에서 온 여인》(The Lady from Shanghai)의 예고편 장면.

랄로 쉬프린(Lalo Schifrin)이 작곡한 주제곡은 이소룡 인물 자체의 테마곡으로 굳혀질 정도로 큰 인기를 누렸다.
영화 종반에 나오는 리와 한의 결투 장면에서 배경으로 쓰인 거울로 가득찬 방은 오슨 웰스의 1949년 영화《상하이에서 온 여인》(The Lady from Shanghai)의 마지막 장면을 오마주한 것이다.

## 최고의 영화 선정 리스트
| 연도 | 주최국 | 주관                                                                           | 선정 내용                                                                      | 순위      | 주석   |
| ---- | ------ | ------------------------------------------------------------------------------ | ------------------------------------------------------------------------------ | --------- | ------ |
| 2008 | 영국   | 《엠파이어》(Empire)                                                           | 역대 가장 위대한 영화 500선                                                    | 474위     | [ 17 ] |
| 2003 | 영국   | 《죽기 전에 꼭 봐야 할 영화 1001편》 (1001 Movies You Must See Before You Die) | 《죽기 전에 꼭 봐야 할 영화 1001편》 (1001 Movies You Must See Before You Die) | 순위 없음 | [ 18 ] |

## 성룡의 일화
훗날 유명해진 영화 배우 청룽 (成龍; 성룡)은 이 영화에서 엑스트라로 출연했다. 당시 성룡의 출연 씬은 이소룡이 수많은 적들을 차례대로 때려 눕히는 장면이였으며, 이중 성룡은 맨 마지막으로 이소룡에게 덤비다가 공격을 당해 쓰러지는 역할이였다. 그런데 이소룡이 성룡을 잘못 때리는 바람에 성룡이 크게 다쳤다. 결국 이소룡은 성룡에게 여러 번에 걸쳐 사과를 했으며 성룡을 이런 저런 영화에 출연시켜주는 등 성룡을 연기자로서 대성시켜줬다.

## 같이 보기
- 골든 하베스트
- 절권도